# 在スリランカ外国公館の一覧
在スリランカ外国公館の一覧 (ざいすりらんかがいこくこうかんのいちらん、英：List_of_diplomatic_missions_in_Sri_Lanka) は、スリランカに駐在する在外公館の一覧である。　

## コロンボに駐在

### 大使館及びに高等弁務官事務所
1. オーストラリア
2. バングラデシュ
3. ブラジル
4. カナダ
5. 中国
6. キューバ
7. エジプト
8. フランス
9. ドイツ
10. 聖座
11. インド
12. インドネシア
13. イラン
14. イラク
15. イタリア
16. 日本
17. クウェート
18. レバノン
19. マレーシア
20. モルディブ
21. ミャンマー
22. ネパール
23. オランダ
24. ニュージーランド[1]
25. ノルウェー
26. オマーン
27. パキスタン
28. パレスチナ
29. カタール
30. ルーマニア
31. ロシア
32. サウジアラビア
33. 南アフリカ共和国
34. 大韓民国
35. スイス
36. タイ
37. トルコ
38. アラブ首長国連邦
39. イギリス
40. アメリカ合衆国
41. ベトナム

### 国際機関の代表団
- 欧州連合在スリランカ代表団

## 領事館

### ハンバントタ
- インド(総領事館)

### ジャフナ
- インド(総領事館)

### キャンディ
- インド(高等弁務官事務所)

## スリランカに承認された大使館及び高等弁務官事務所

### インド・ニューデリーに駐在
- アルゼンチン
- アルメニア
- オーストリア
- ベルギー
- ボツワナ
- ブルネイ
- ブルガリア
- カンボジア
- チリ
- コロンビア
- クロアチア
- チェコ
- デンマーク
- エストニア
- ガーナ
- グアテマラ
- アイスランド
- アイルランド
- イスラエル
- ジャマイカ
- ケニア
- ラオス
- 北朝鮮
- リトアニア
- ルクセンブルク
- マダガスカル
- マラウイ
- モーリシャス
- メキシコ
- モロッコ
- モザンビーク
- ナミビア
- パラグアイ
- ペルー
- ポルトガル
- ルワンダ
- スロバキア
- スロベニア
- スウェーデン
- シリア
- タンザニア
- ウクライナ

### その他の場所に駐在
- ブータン( バングラデシュ・ダッカ)
- フィンランド( フィンランド・ヘルシンキ)
- ハイチ( 台湾・台北)
- フィリピン( バングラデシュ・ダッカ)
- パナマ( ベトナム・ハノイ)
- シエラレオネ( 中国・北京)